# Violent Pop
Violent Pop es el tercer álbum de la banda finlandesa Blind Channel, lanzado el 6 de marzo de 2020. The first song for the album was the track, "Over My Dead Body", recorded in the summer of 2018. A partir de ese momento, Blind Channel comenzó a escribir nuevo material. En diciembre de 2019, la banda anunció que la grabación de su álbum se había completado y tardó poco menos de un año y medio en terminar. Producida por Jonas Olsson, quien también trabajó en los dos álbumes anteriores de la banda, Revolutions y Blood Brothers. Además, Jakob Hansen, un músico danés detrás de los éxitos de Volbeat, también participó en la grabación del álbum.
 In total, around twenty demos were selected for the album, but only eleven were chosen and ended up in the final release.

## Sencillo
El primer sencillo fue la canción "Over My Dead Body", lanzada oficialmente el 15 de noviembre de 2018. Unos días después se publicó un videoclip, dirigido por Alexei Kulikov de la compañía de medios estonia Vita Pictura.
El 15 de marzo de 2019, se lanzó el segundo sencillo, "Timebomb", con el DJ y productor Alex Mattson.
El 7 de junio, Blind Channel presentó el tercer sencillo, "Snake". La canción presentaba a Henrik Englund, mejor conocido como GG6, de la banda de metal melódico sueco/danés Amaranthe. Los músicos también presentaron un videoclip dirigido nuevamente por Alexei Kulikov y el equipo de Vita Pictura.
Después de una larga pausa debido a una gran cantidad de presentaciones, Blind Channel lanzó el cuarto sencillo "Died Enough For You" el 22 de noviembre de 2019. Además, Blind Channel presentó una nueva estilo del grupo: para reemplazar el color blanco en sus atuendos vino una combinación de plata y negro. Así, el grupo definió un nuevo hito en su trabajo.[cita requerida] El video musical de la canción fue lanzado el 3 de abril de 2020.
El 3 de enero de 2020, se lanzó un quinto sencillo, "Fever". Blind Channel informó que este es el último sencillo que lanzarían antes del lanzamiento del álbum en sí.[cita requerida] El lanzamiento oficial del álbum estuvo acompañado por su último sencillo, "Gun".

## Lista de canciones
| CD / Descarga digital |                                     |        |        |         |          |  |
| N.º                   | Título                              | Letras | Música | Arreglo | Duración |  |
| 1.                    | «Gun»                               |        |        |         | 2:41     |  |
| 2.                    | «Fever»                             |        |        |         | 3:00     |  |
| 3.                    | «Timebomb (featuring Alex Mattson)» |        |        |         | 3:14     |  |
| 4.                    | «Snake" (featuring GG6)»            |        |        |         | 3:05     |  |
| 5.                    | «One of Us»                         |        |        |         | 3:06     |  |
| 6.                    | «Enemies with Benefits»             |        |        |         | 3:35     |  |
| 7.                    | «Love of Mine»                      |        |        |         | 3:40     |  |
| 8.                    | «Feel Nothing»                      |        |        |         | 3:42     |  |
| 9.                    | «Lanterns»                          |        |        |         | 3:35     |  |
| 10.                   | «Over My Dead Body»                 |        |        |         | 3:43     |  |
| 11.                   | «Died Enough for You»               |        |        |         | 3:16     |  |
| 36:32                 |                                     |        |        |         |          |  |

## Créditos
- Joel Hokka – voz, guitarra
- Niko Moilanen – voz
- Joonas Porko – guitarra, coros
- Olli Matela – bajo
- Tommi Lalli – batería
- Alex Mattson - percusión, sampler (en "Timebomb")
- GG6 - voz (en "Snake")

## Posicionamiento en listas
| Chart (2022)                        | Mejor posición |
| ----------------------------------- | -------------- |
| Finlandia (Suomen Virallinen Lista) | 31             |